# Blanchard (Maine)
Blanchard es un territorio no organizado ubicado en el condado de Piscataquis en el estado estadounidense de Maine. En el Censo de 2010 tenía una población de 98 habitantes y una densidad poblacional de 0,84 personas por km².

## Geografía
Blanchard se encuentra ubicado en las coordenadas 45°14′47″N 69°38′56″O / 45.24639, -69.64889. Según la Oficina del Censo de los Estados Unidos, Blanchard tiene una superficie total de 116.93 km², de la cual 114.65 km² corresponden a tierra firme y (1.95%) 2.28 km² es agua.

## Demografía
Según el censo de 2010, había 98 personas residiendo en Blanchard. La densidad de población era de 0,84 hab./km². De los 98 habitantes, Blanchard estaba compuesto por el 96.94% blancos, el 0% eran afroamericanos, el 2.04% eran amerindios, el 1.02% eran asiáticos, el 0% eran isleños del Pacífico, el 0% eran de otras razas y el 0% pertenecían a dos o más razas. Del total de la población el 1.02% eran hispanos o latinos de cualquier raza.